# Asplenium adiantum
Asplenium adiantum là một loài dương xỉ trong họ Aspleniaceae. Loài này được lanceolatum Hoffm. mô tả khoa học đầu tiên năm 1795.
Danh pháp khoa học của loài này chưa được làm sáng tỏ. 